# Auriporia aurulenta
Auriporia aurulenta är en svampart som beskrevs av A. David, Tortic & Jelic 1975. Auriporia aurulenta ingår i släktet Auriporia och familjen Fomitopsidaceae.   Inga underarter finns listade i Catalogue of Life.